# Kanton Toulouse-7
Kanton Toulouse-7 (francouzsky Canton de Toulouse-7) je francouzský kanton v departementu Haute-Garonne v regionu Midi-Pyrénées. Tvoří ho pouze část města Toulouse (čtvrtě Amouroux, Colonne Marengo, Jolimont, La Gloire, La Juncasse, La Roseraie, Louis Plana a Soupetard).